# Sójki (województwo warmińsko-mazurskie)
Sójki – osada w Polsce położona w województwie warmińsko-mazurskim, w powiecie elbląskim, w gminie Rychliki.
W latach 1975–1998 miejscowość położona była w województwie elbląskim.